# Подкос

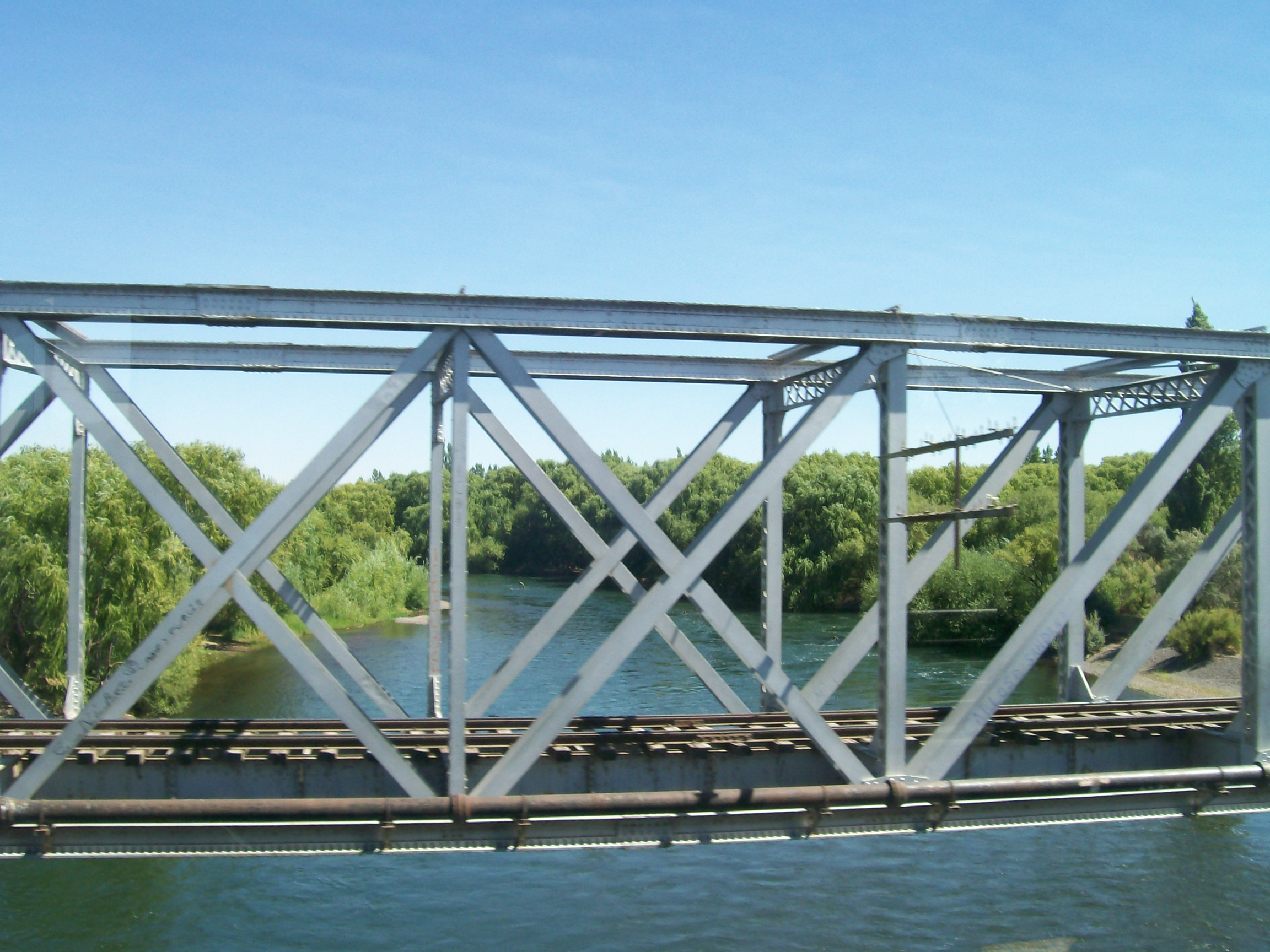
Диагональные подкосы в ферме однопутного железнодорожного моста.

Подко́с (раско́с, уко́сина) — диагональный конструкционный элемент, предназначенный для соединения и передачи напряжений сжатия и растяжения между узлами конструкции. 
В строительстве используется в стропильных конструкциях крыш, фермах и других каркасных конструкциях. 
В авиации подкос — диагональный силовой элемент ферменной конструкции фюзеляжа, также может служить для подкрепления и придания жёсткости крыльям и оперению.

## Подкос в строительстве
Раскос (подкос) — диагональная балка, которая используется в стропильных крышах, фермах и других каркасных конструкциях. Передаёт усилие между узлами нижнего и верхнего поясов, например в фермах мостов, стропилах и других конструкциях. Раскосы, составляя элемент решётки или промежуточного сквозного заполнения мостовой фермы, соединяются с поясами фермы, верхним и нижним, при помощи заклепок или шарнирами.
В стропильных системах подкосы не просто создают жёсткость, но и обеспечивают противостояние ветровым нагрузкам со стороны фронтонов дома. В фермах и каркасных конструкциях раскос обеспечивает жёсткость, так как жёсткость обеспечивает треугольник, а прямоугольник без диагонали не является жёстким элементом.

## Подкос в авиации
Подкос является основным силовым элементом в ферменной конструкции фюзеляжа самолёта. Наклонно расположенный подкос поддерживает крыло или стабилизатор самолёта, стойки шасси, обеспечивая жёсткость конструкции.

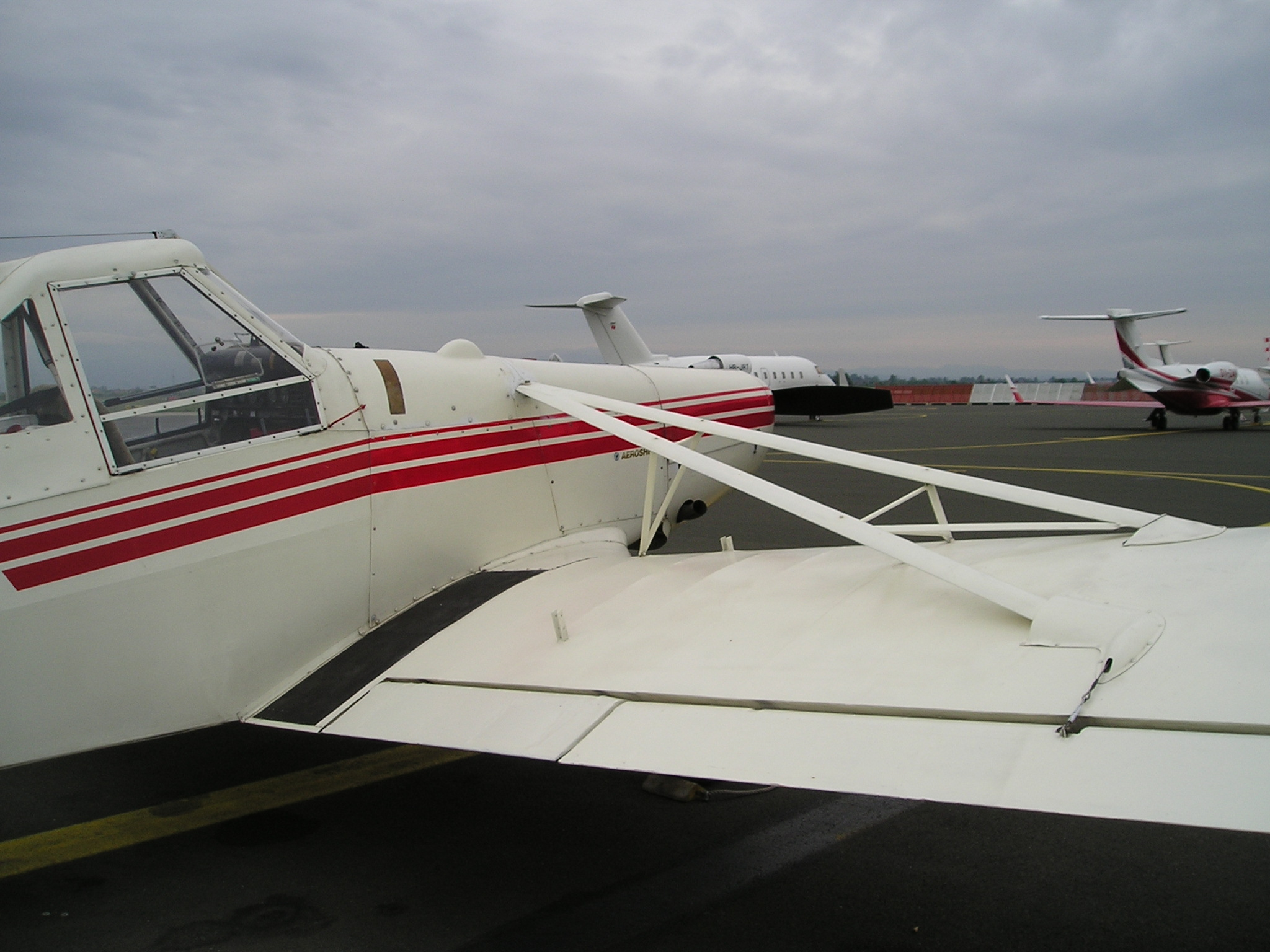
V-образный подкос крыла нижнеплана Piper PA-25 Pawnee
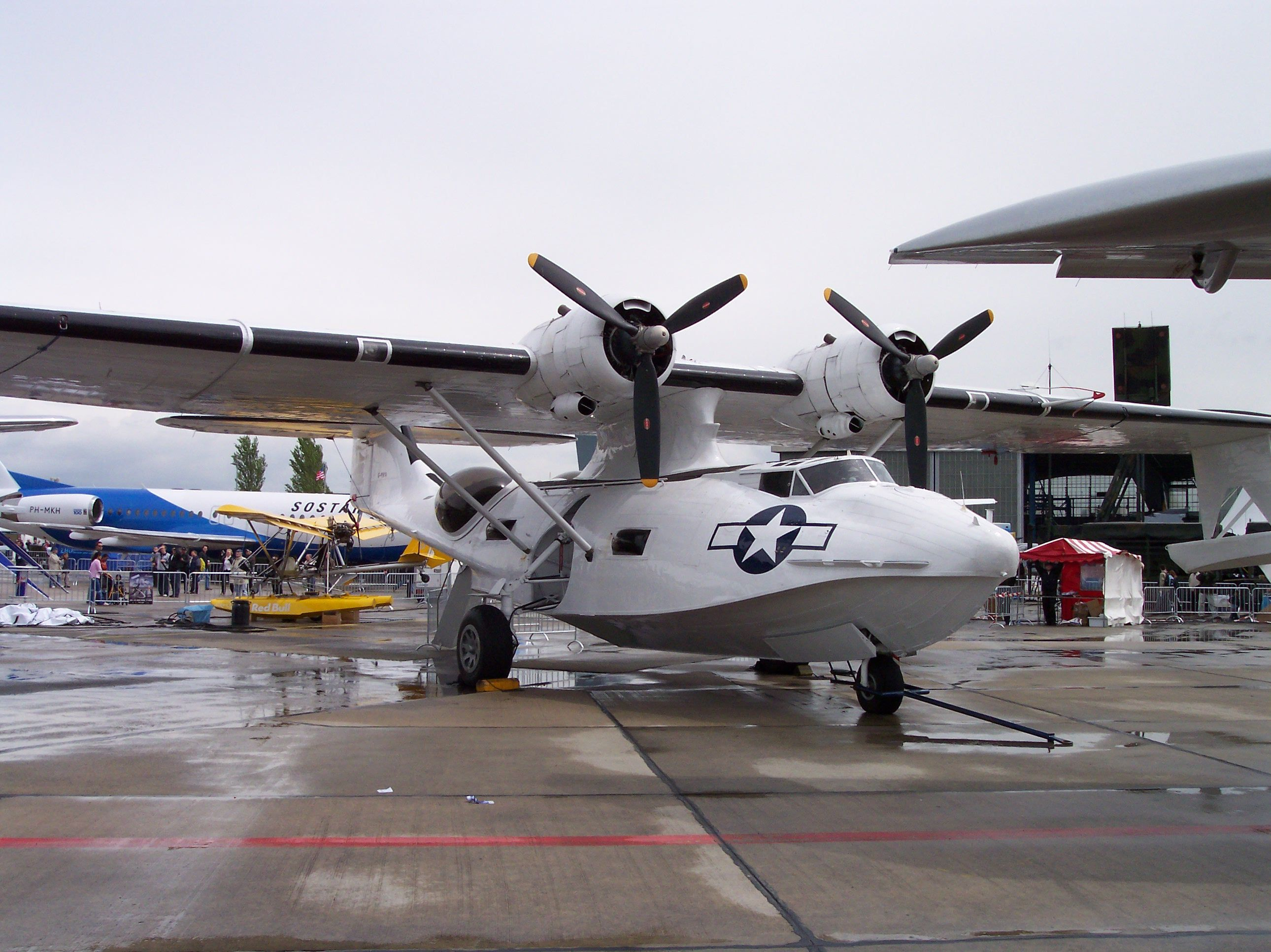
Два подкоса на PBY Catalina
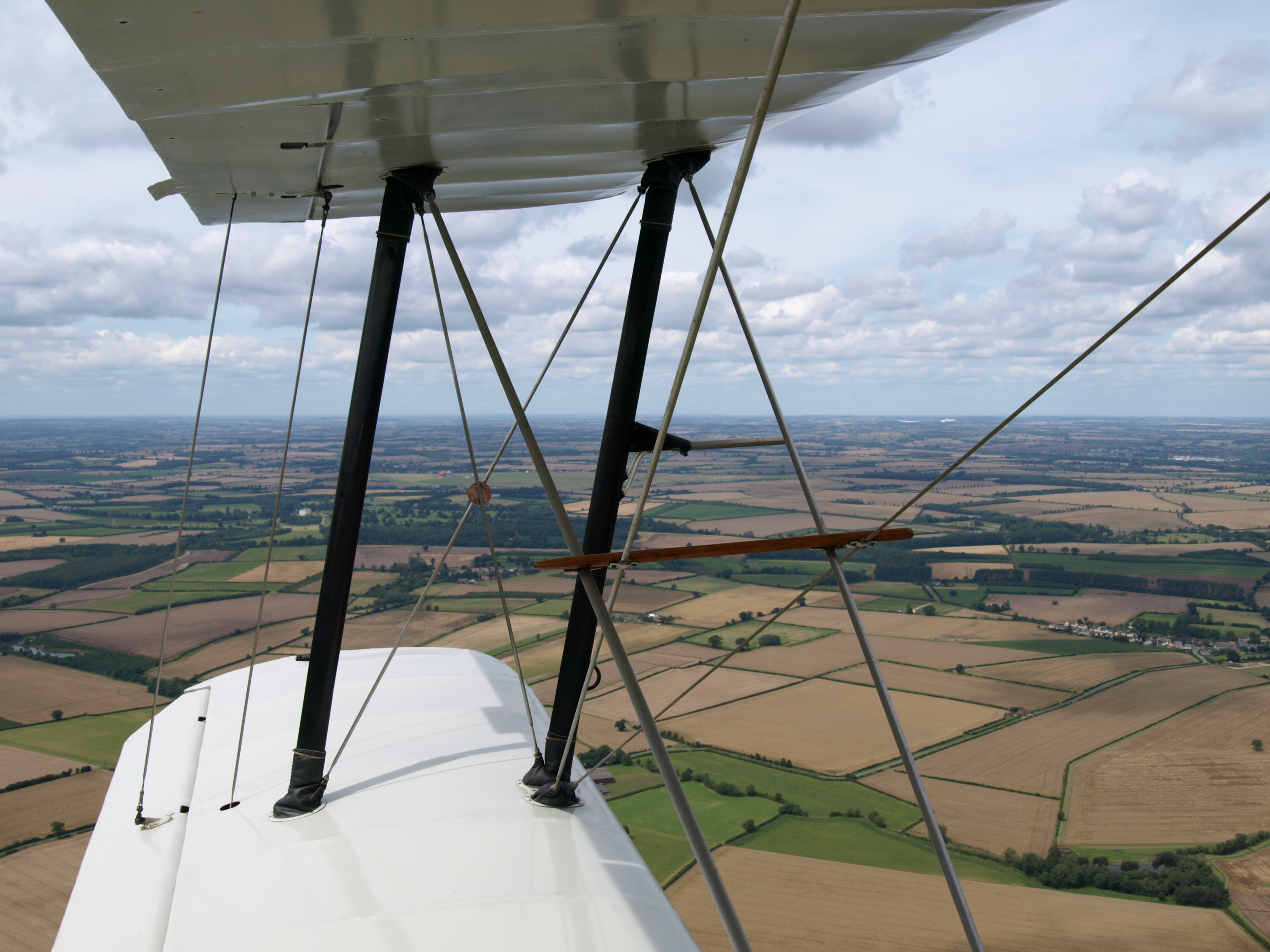
Расчалки бипланной коробки
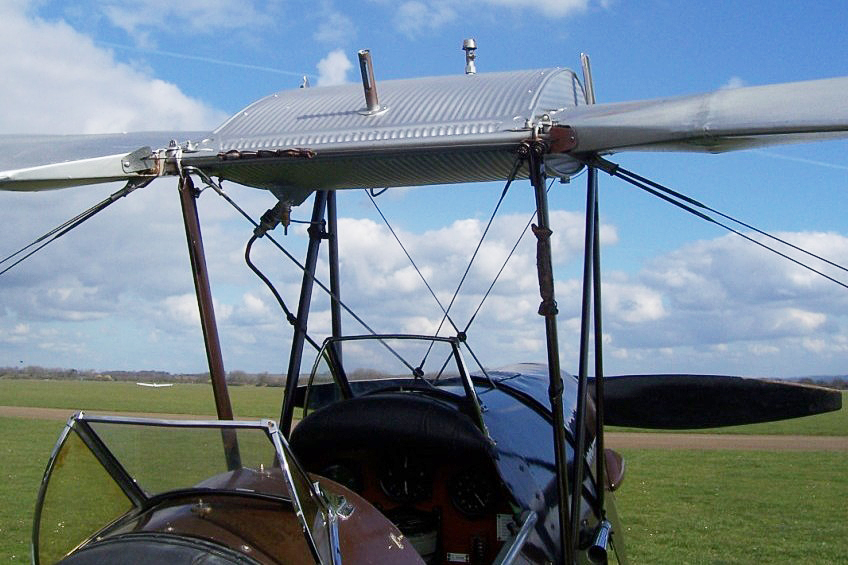
Расчалки центроплана верхнего крыла на биплане De Havilland Tiger Moth
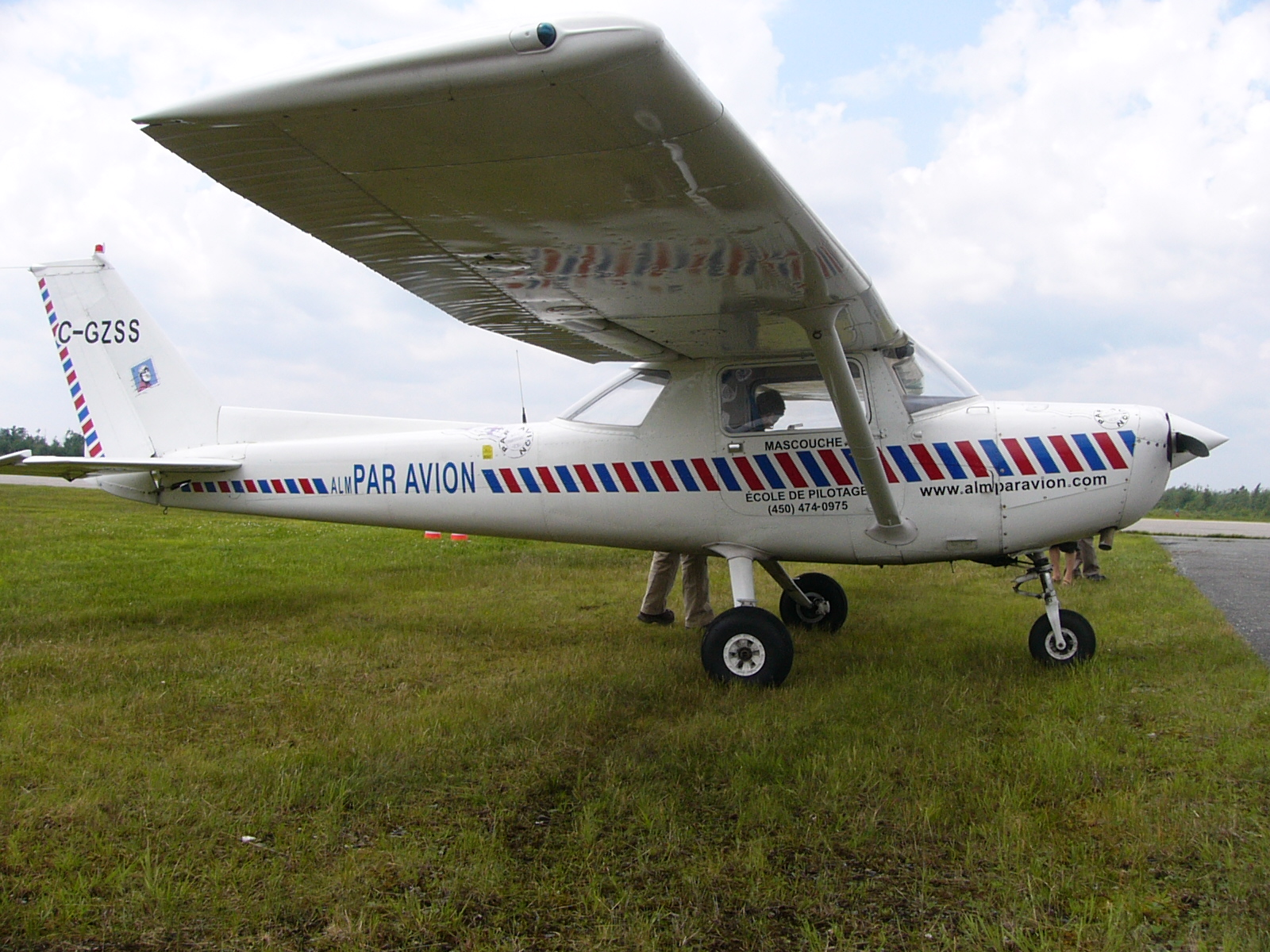
Подкосный верхнеплан Cessna 152